# Alan Forrest
Alan James Forrest (Prestwick, 9 settembre 1996) è un calciatore scozzese, centrocampista degli Hearts.

## Biografia
Anche suo fratello, James Forrest è un calciatore professionista.

## Caratteristiche tecniche
È un centrocampista offensivo, che predilige la fascia sinistra.

## Carriera

### Club
Cresciuto nelle giovanili dell'Ayr Utd, viene ingaggiato nel 2020 dal Livingston club di Scottish Premiership. Nel 2021 mette a segno sette reti in coppa di lega, non riuscendo comunque a far vincere il Livingston, che perde in finale contro il St. Johnstone. Il 10 giugno 2022 firma un contratto biennale con la squadra degli Hearts.

### Nazionale
Nel 2016 debutta in Under-21, giocando una partita amichevole contro i pari età della Slovacchia.

## Statistiche

### Presenze e reti nei club
Statistiche aggiornate al 20 febbraio 2024.
| Stagione          | Squadra           | Campionato        | Campionato | Campionato | Coppe nazionali | Coppe nazionali | Coppe nazionali | Coppe continentali | Coppe continentali | Coppe continentali | Altre coppe | Altre coppe | Altre coppe | Totale | Totale | Totale |
| Stagione          | Squadra           | Comp              | Pres       | Reti       | Comp            | Pres            | Reti            | Comp               | Pres               | Reti               | Comp        | Pres        | Reti        | Pres   | Reti   |        |
| ----------------- | ----------------- | ----------------- | ---------- | ---------- | --------------- | --------------- | --------------- | ------------------ | ------------------ | ------------------ | ----------- | ----------- | ----------- | ------ | ------ | ------ |
| 2013-2014         | Ayr Utd           | SL1               | 27+2       | 8+0        | CS+CdL          | 2+1             | 0               |                    | -                  | -                  | SCC         | 2           | 1           | 34     | 9      |        |
| 2014-2015         | Ayr Utd           | SL1               | 31         | 9          | CS+CdL          | 2+2             | 0               |                    | -                  | -                  | SCC         | 1           | 0           | 36     | 9      |        |
| 2015-2016         | Ayr Utd           | SL1               | 34+1       | 5          | CS+CdL          | 1+2             | 0               |                    | -                  | -                  | SCC         | 1           | 0           | 39     | 5      |        |
| 2016-2017         | Ayr Utd           | SC                | 34         | 6          | CS+CdL          | 6+2             | 0+2             |                    | -                  | -                  | SCC         | 3           | 1           | 45     | 9      |        |
| 2017-2018         | Ayr Utd           | SL1               | 29         | 7          | CS+CdL          | 2+1             | 1+0             |                    | -                  | -                  | SCC         | 2           | 1           | 34     | 9      |        |
| 2018-2019         | Ayr Utd           | SC                | 17+1       | 3+0        | CS+CdL          | 0+6             | 0+1             |                    | -                  | -                  | SCC         | 1           | 0           | 25     | 4      |        |
| 2019-2020         | Ayr Utd           | SC                | 25         | 10         | CS+CdL          | 2+4             | 0               |                    | -                  | -                  | SCC         | 1           | 0           | 32     | 10     |        |
| Totale Ayr Utd    | Totale Ayr Utd    | Totale Ayr Utd    | 197+4      | 48+0       |                 | 33              | 4               |                    | -                  | -                  |             | 11          | 3           | 245    | 55     |        |
| 2020-2021         | Livingston        | SP                | 30         | 4          | CS+CdL          | 2+7             | 0+7             |                    | -                  | -                  |             | -           | -           | 39     | 11     |        |
| 2021-2022         | Livingston        | SP                | 36         | 6          | CS+CdL          | 2+3             | 0+1             |                    | -                  | -                  |             | -           | -           | 41     | 7      |        |
| Totale Livingston | Totale Livingston | Totale Livingston | 66         | 10         |                 | 14              | 8               |                    | -                  | -                  |             | -           | -           | 80     | 18     |        |
| 2022-2023         | Hearts            | SP                | 35         | 4          | CS+CdL          | 3+1             | 0               | UEL+UECL           | 2+6                | 0+1                |             | -           | -           | 47     | 5      |        |
| 2023-2024         | Hearts            | SP                | 23         | 3          | CS+CdL          | 2+2             | 0               | UECL               | 2                  | 0                  |             | -           | -           | 29     | 3      |        |
| Totale Hearts     | Totale Hearts     | Totale Hearts     | 58         | 7          |                 | 8               | 0               |                    | 10                 | 1                  |             | -           | -           | 76     | 8      |        |
| Totale carriera   | Totale carriera   | Totale carriera   | 325        | 65         |                 | 55              | 12              |                    | 10                 | 1                  |             | 11          | 3           | 401    | 81     |        |

## Palmarès

### Club

#### Competizioni nazionali
- Scottish League One: 1

Ayr United: 2017-2018

### Individuale
- Capocannoniere della Scottish League Cup: 1

2020-2021 (7 reti)